# Marie François Xavier Bichat
Marie François Xavier Bichat (francès: Xavier Bichat)  (Thoirette, 14 de novembre de 1771 - París, 22 de juliol de 1802) va ser un metge francès, considerat el pare de la histologia i la patologia modernes.
Malgrat haver de treballar sense comptar amb un microscopi, les seves investigacions van representar un gran avenç per entendre el cos humà. Bichat fou el primer a introduir el concepte de "teixit" com a element constitutiu del cos humà, tant a nivell morfològic com fisiològic.

## Biografia
Inicià els seus estudis de medicina a Lió, però arran del setge del 1793, se n'anà a París, on els va prosseguir. A París, esdevé deixeble i més tard amic i ajudant del gran cirurgià i anatomista Pierre-Joseph Desault, de qui en publicaria i arxivaria l'obra quan es va morir el 1795.
El 1797, començà la seva activitat docent i aviat gaudí d'un gran nombre de deixebles. El 1800, fou nomenat metge de l'Hôtel-Dieu de París, a l'edat de 29 anys. En aquests anys apareixen les seves grans obres. Tanmateix, tanta activitat li afectaren la salut i, com a conseqüència d'una caiguda a les escales de l'Hôtel-Dieu, mor l'any 1802.

## Obra
Bichat va renovar l'anatomia mitjançant la pràctica d'autòpsies i l'experimentació. Va descriure els "teixits" com les unitats fonamentals que expliquen els processos fisiològics de l'organisme i les alteracions patològiques en les malalties.
Les seves obres publicades foren:
- Traité des membranes (1800)
- Recherches physiologiques sur la vie et la mort (1800)
- Anatomie générale appliquée à la physiologie et à la médecine (1801)
- Anatomie descriptive (1802-1803)